# 2024–2025-ös Tipsport Extraliga-szezon
A 2024–2025-ös Tipsport Extraliga-szezon Csehország első osztályú jégkorongbajnokságának, a Tipsport Extraligának a harminckettedik szezonja. A 2023–2024-es szezon rájátszásának a győztese a HC Oceláři Třinec volt.

## Résztvevők
| Csapat                       | Város            | Kerület                   | Jégcsarnok                   | Férőhely |
| ---------------------------- | ---------------- | ------------------------- | ---------------------------- | -------- |
| Bílí Tygři Liberec           | Liberec          | Libereci kerület          | Tipsport Arena               | 7 250    |
| BK Mladá Boleslav            | Mladá Boleslav   | Közép-csehországi kerület | Ško-Energo Aréna             | 4 200    |
| Banes Motor České Budějovice | České Budějovice | Dél-csehországi kerület   | Budvar Arena                 | 6 421    |
| HC Dynamo Pardubice          | Pardubice        | Pardubicei kerület        | Enteria arena                | 10 194   |
| Energie Karlovy Vary         | Karlovy Vary     | Karlovy Vary-i kerület    | KV Arena                     | 7 500    |
| HC Olomouc                   | Olomouc          | Olomouci kerület          | Zimní stadion Olomouc        | 5 500    |
| HC Škoda Plzeň               | Plzeň            | Plzeňi kerület            | Home Monitoring Aréna        | 8 236    |
| HC Kometa Brno               | Brno             | Dél-morvaországi kerület  | DRFG Arena                   | 7 700    |
| Mountfield HK                | Hradec Králové   | Hradec Králové-i kerület  | Zimní stadion Hradec Králové | 7 700    |
| HC Oceláři Třinec            | Třinec           | Morva-sziléziai kerület   | Werk Arena                   | 5 400    |
| Rytíři Kladno                | Kladno           | Közép-csehországi kerület | ČEZ Stadion Kladno           | 5 200    |
| HC Sparta Praha              | Prága            | Prága                     | O2 Arena                     | 17 383   |
| HC Verva Litvínov            | Litvínov         | Ústí nad Labem-i kerület  | Ivan Hlinka Stadion          | 6 011    |
| HC Vítkovice Ridera          | Ostrava          | Morva-sziléziai kerület   | Ostravar Aréna               | 10 004   |

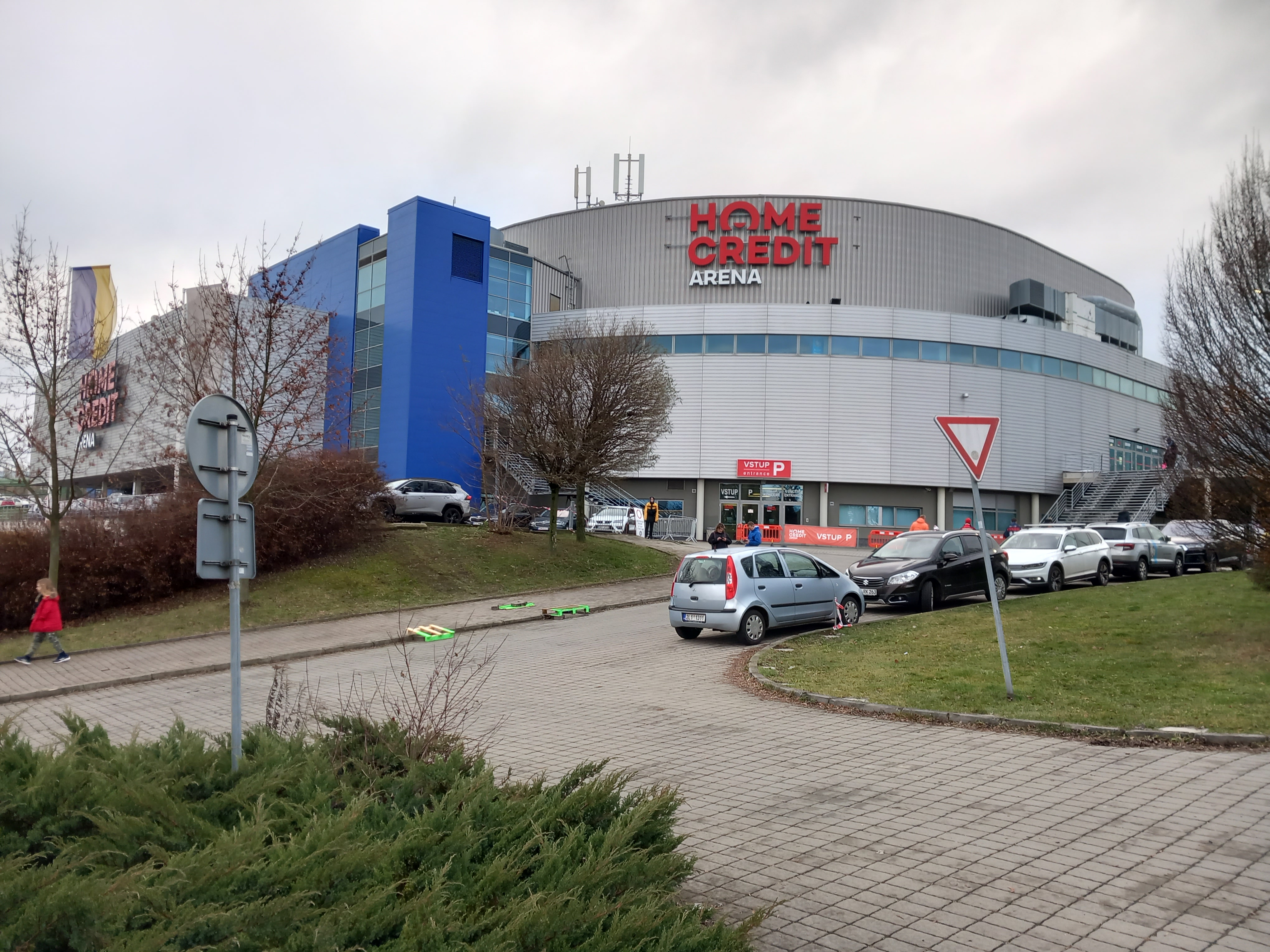
A libereci Home Credit Arena
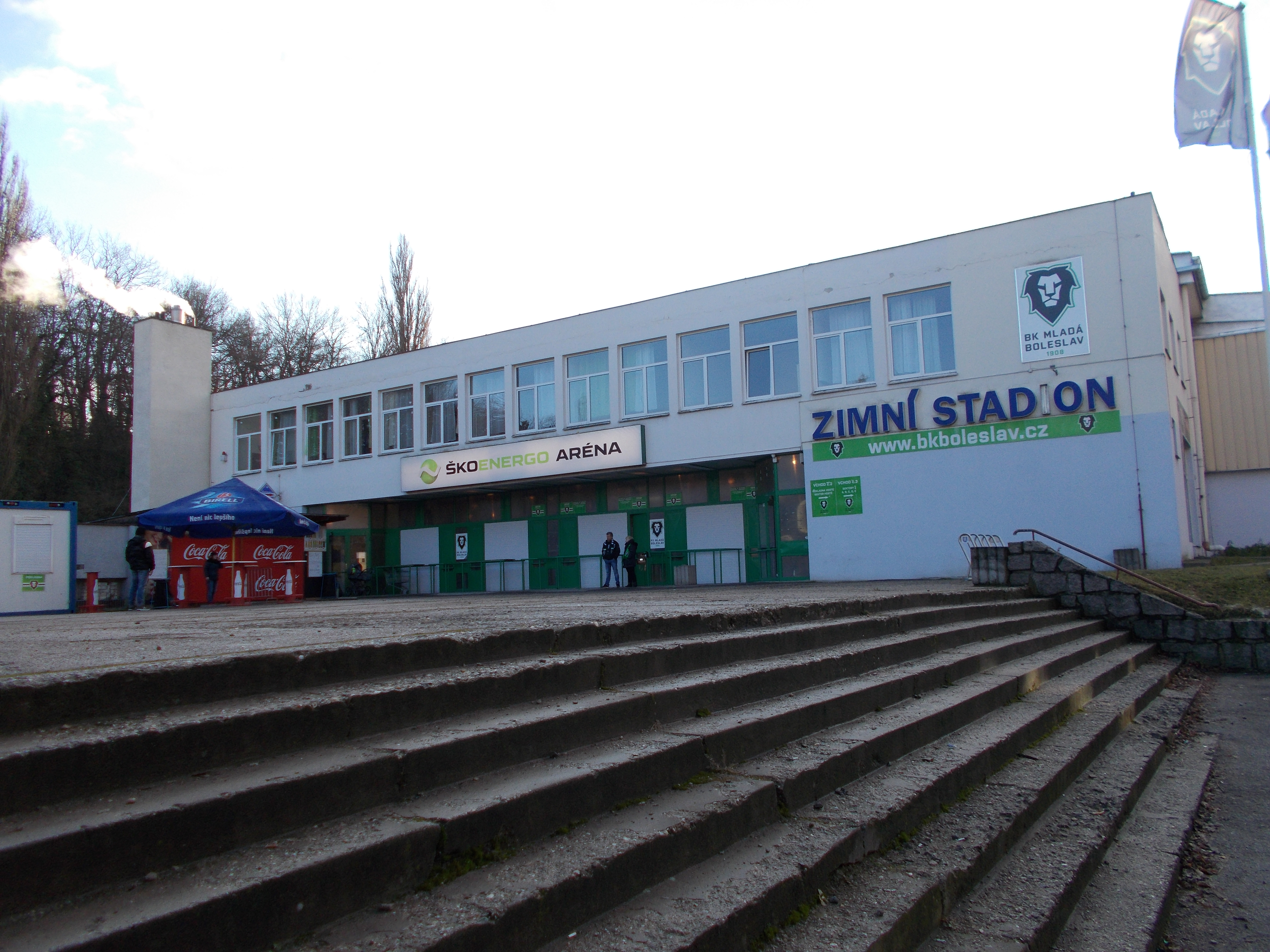
A Mladá Boleslav-i jégcsarnok
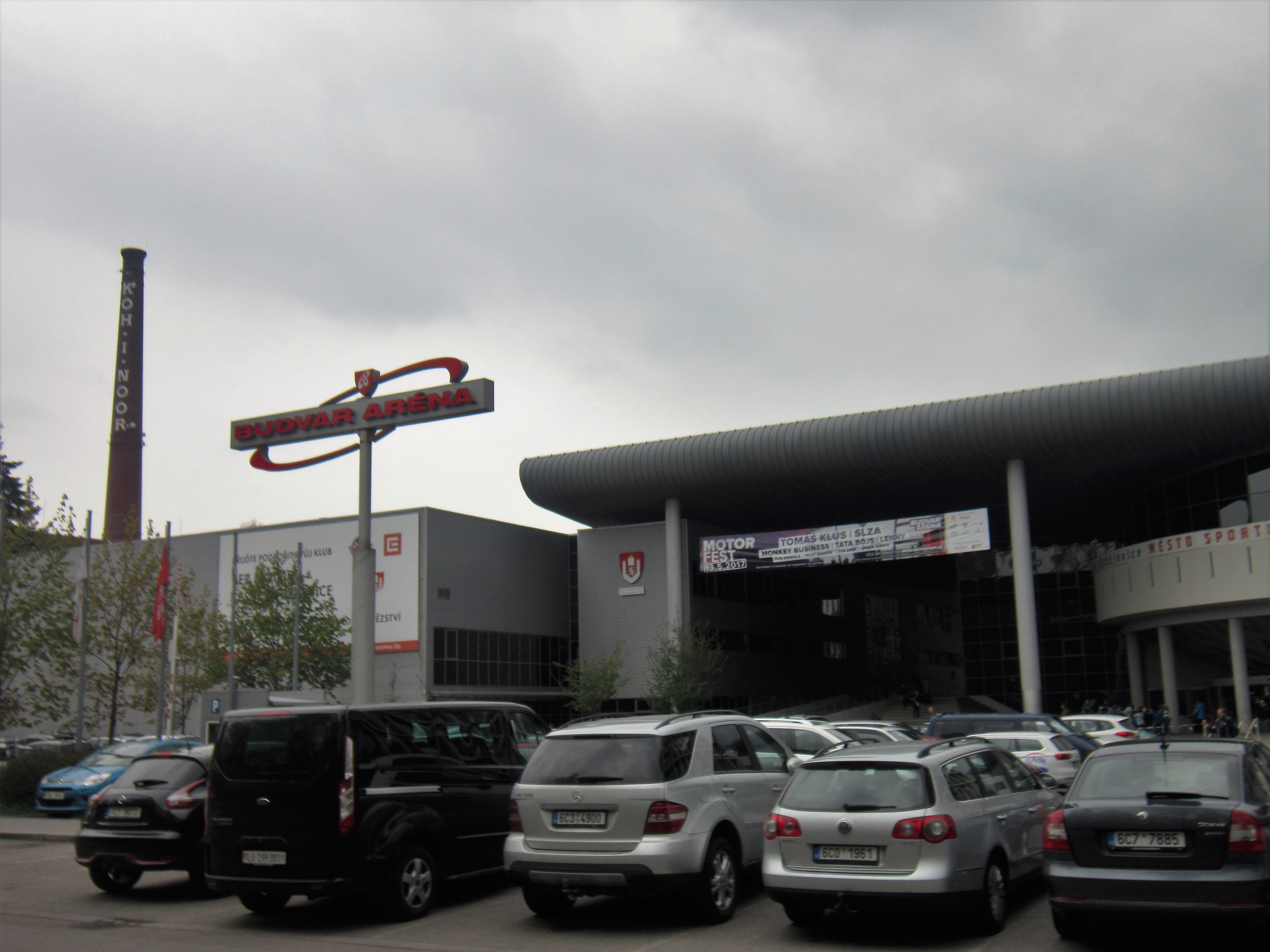
A České Budějovice-i Budvar aréna
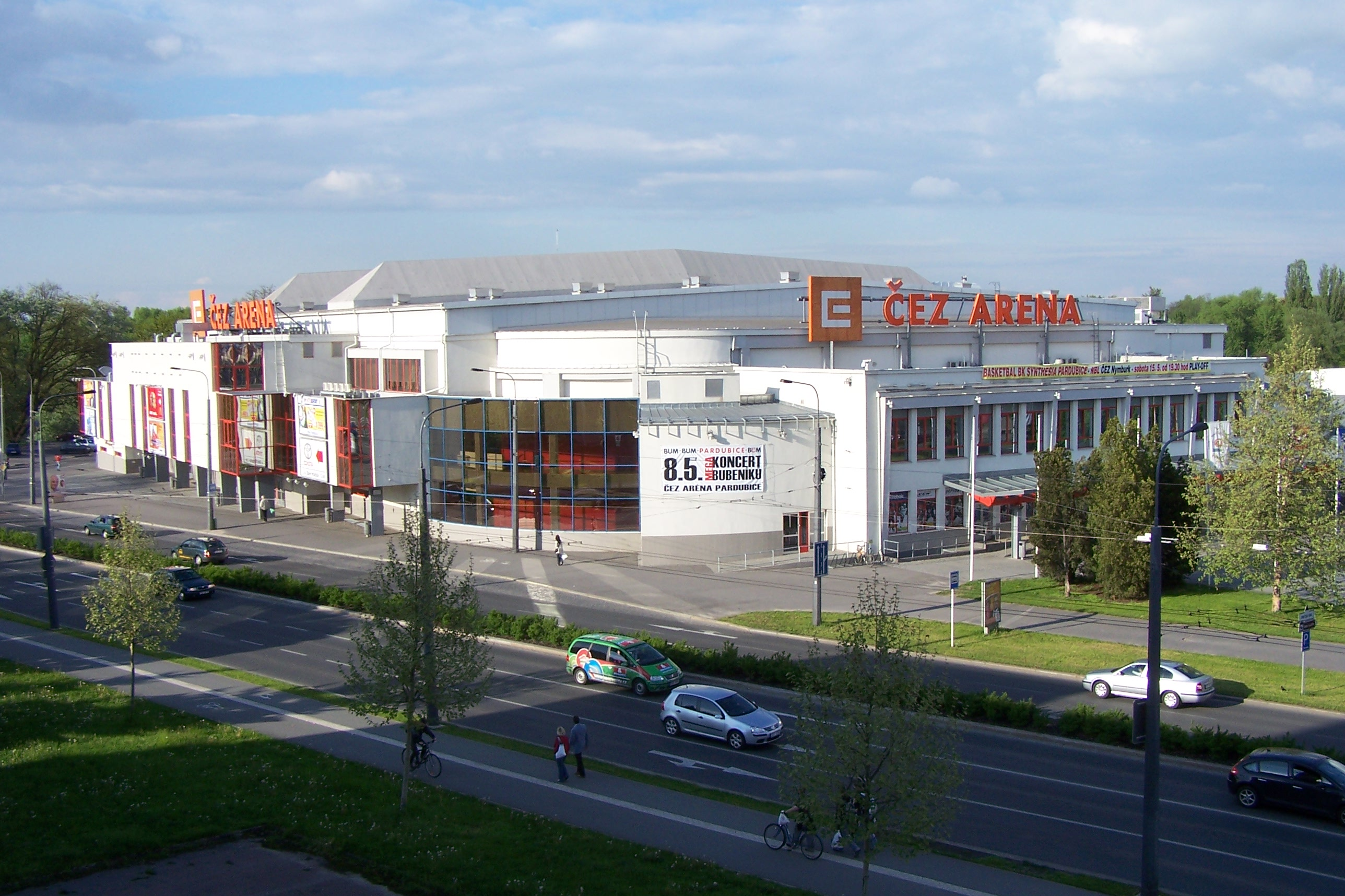
A pardubicei Enteria arena
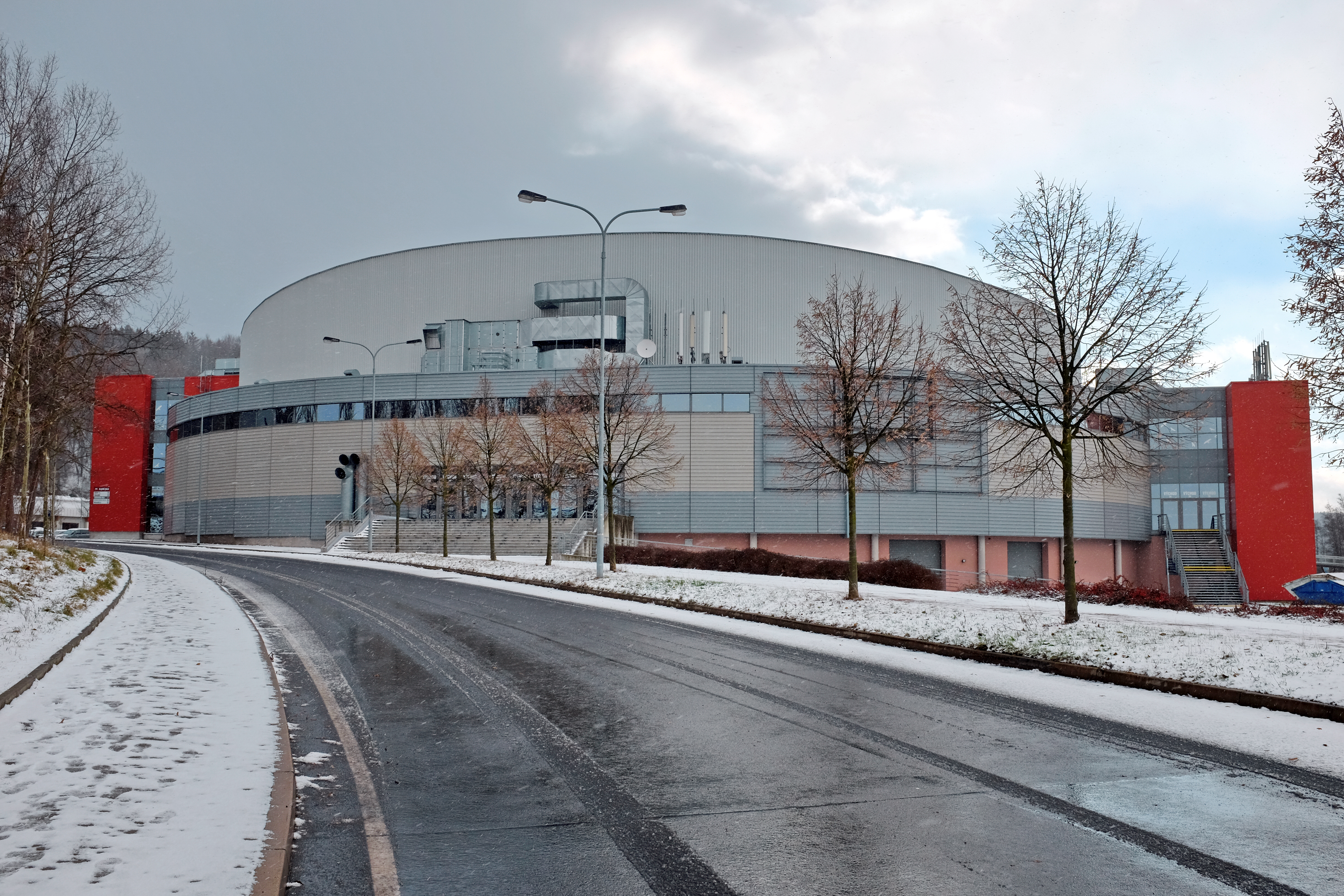
A Karlovy Vary-i KV Arena
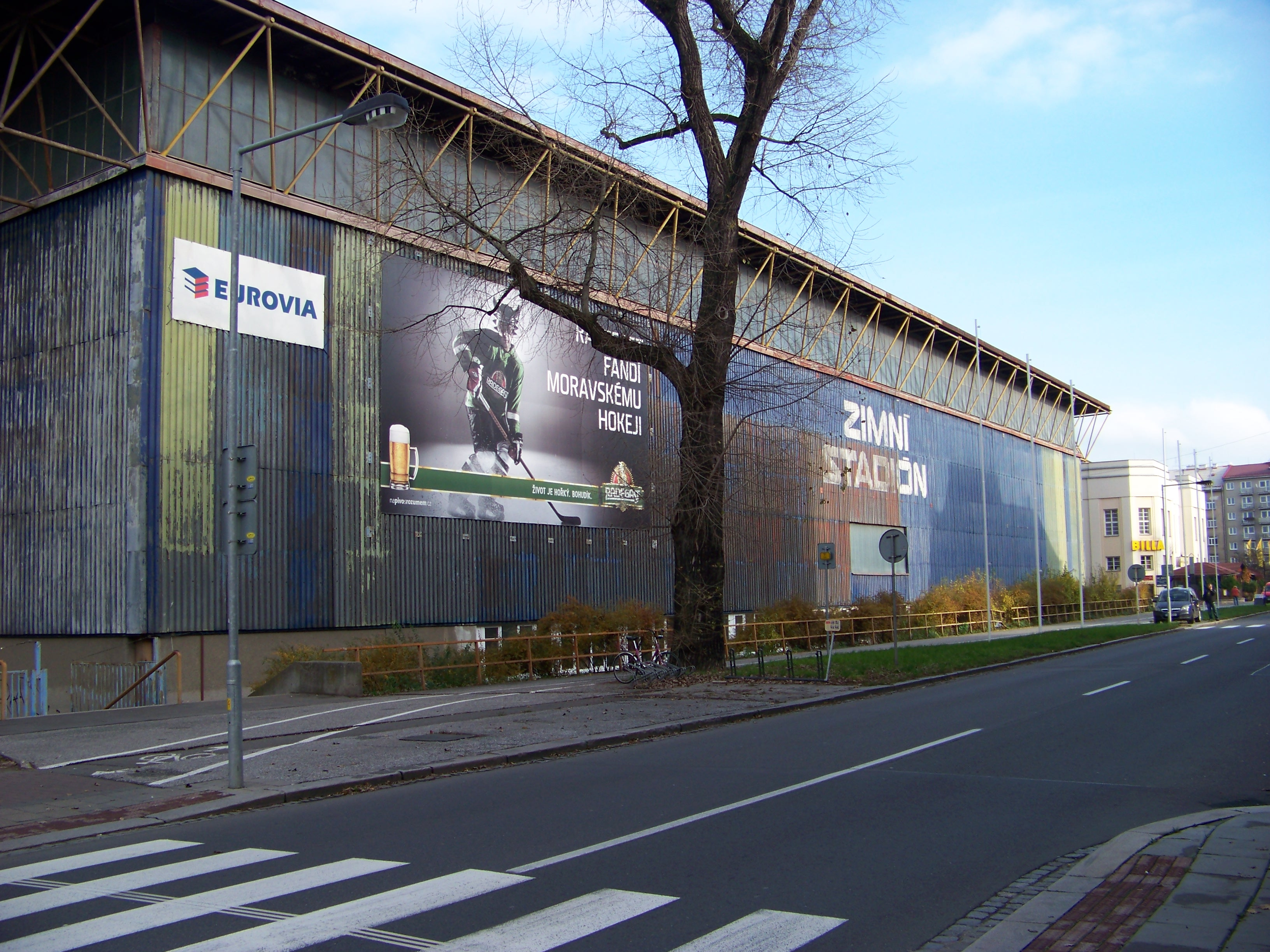
Az olomouci jégcsarnok
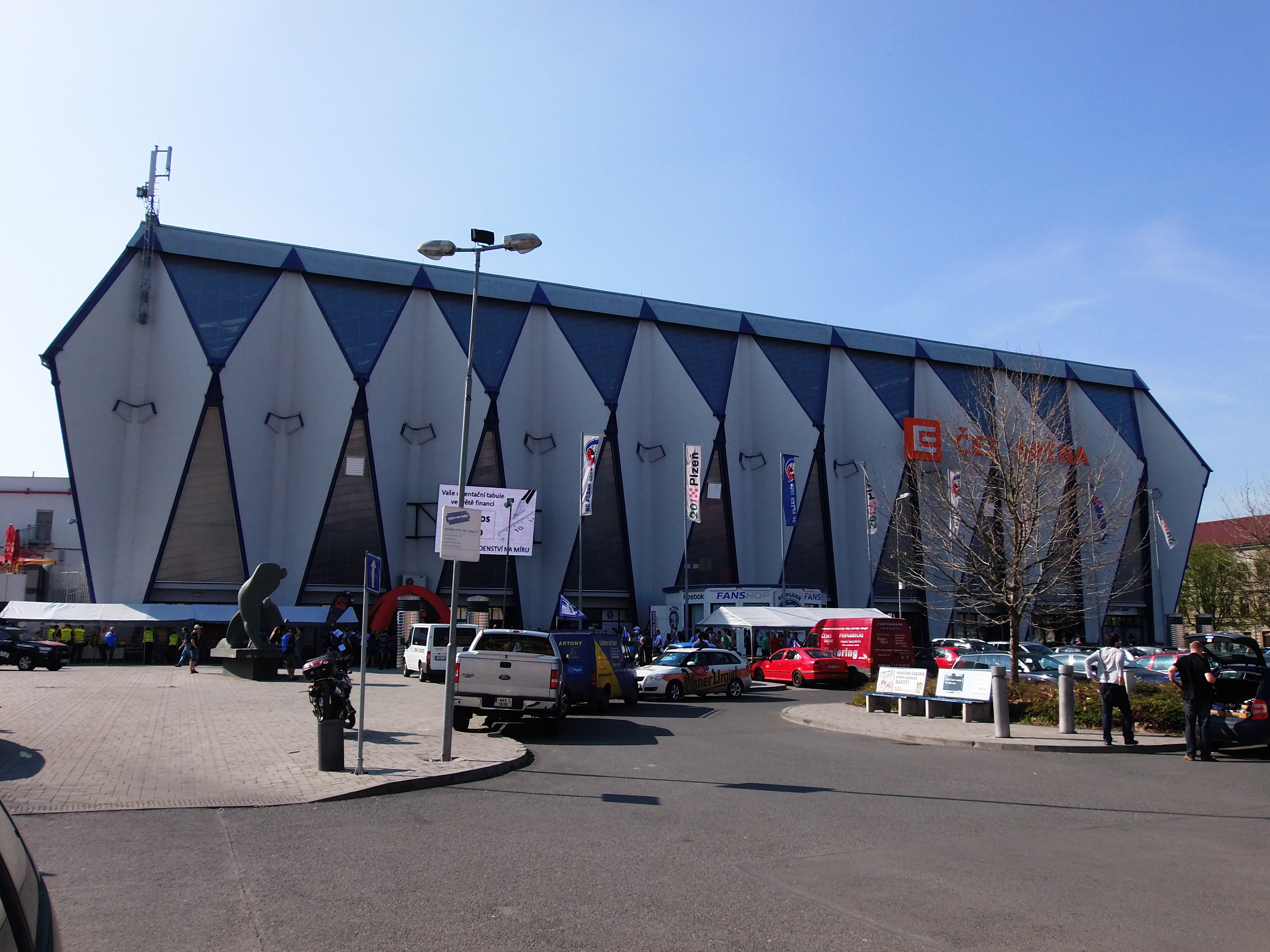
A plzeňi Home Monitoring Arena
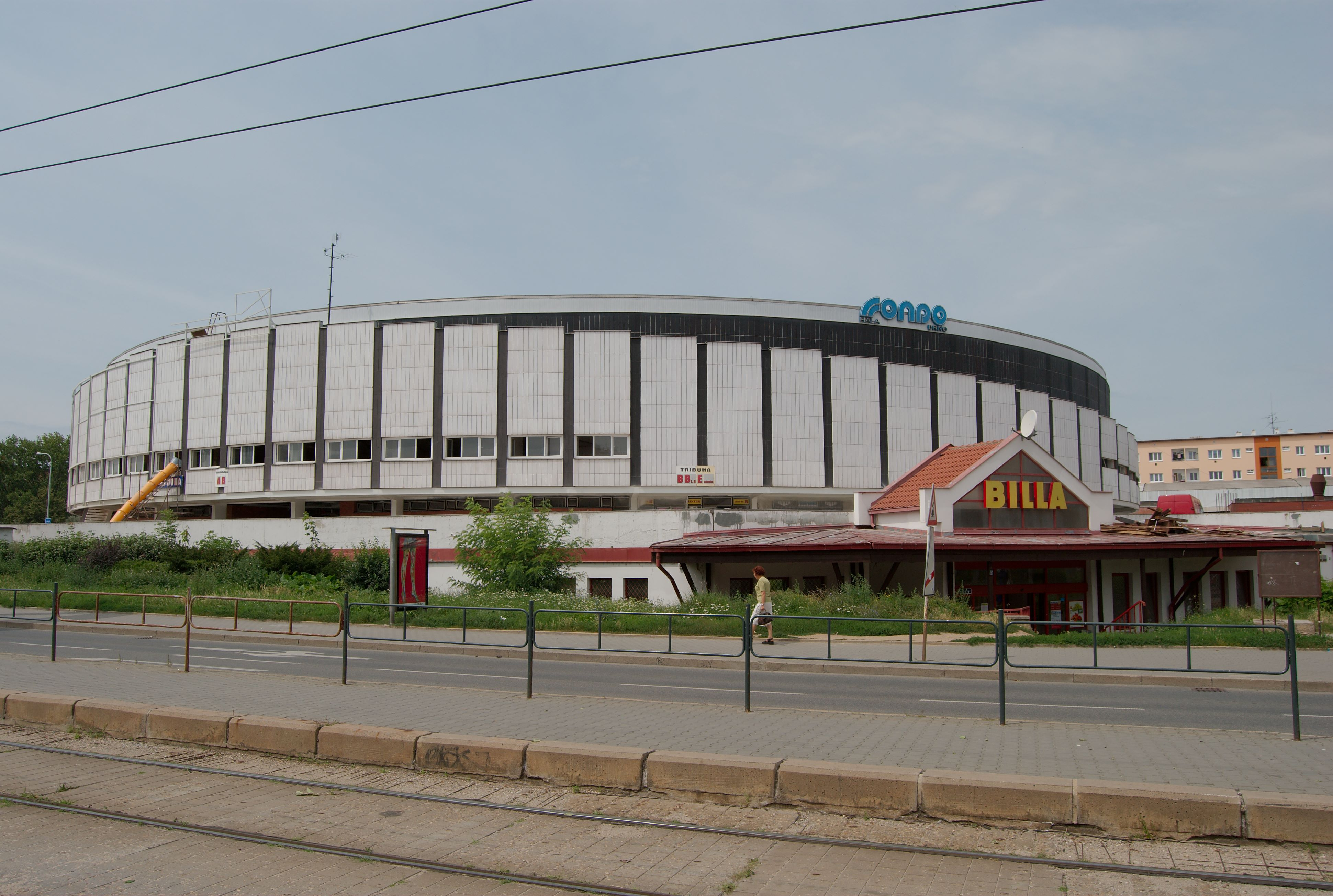
A brnói Winning Group Arena
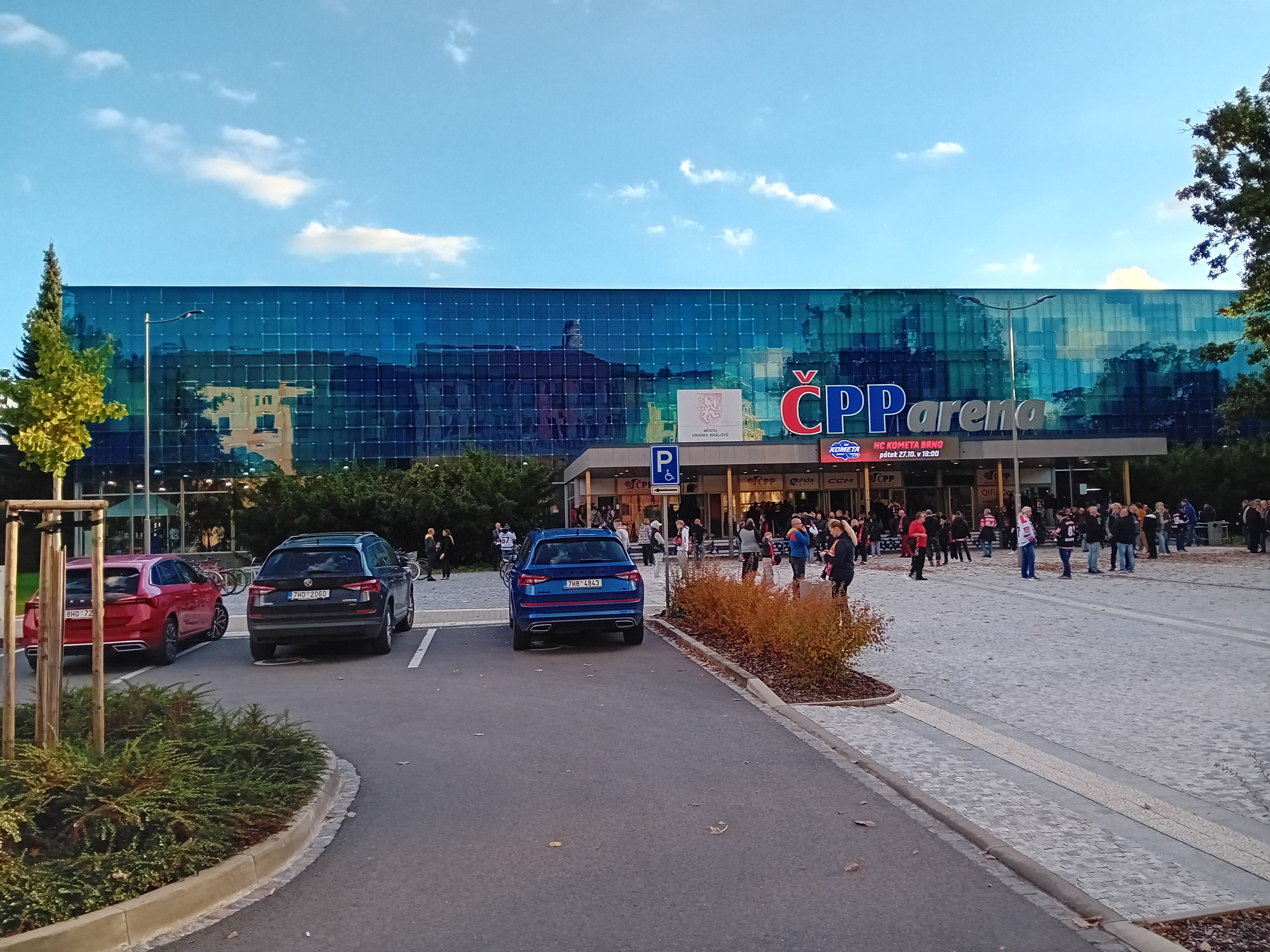
A Hradec Králové-i jégcsarnok
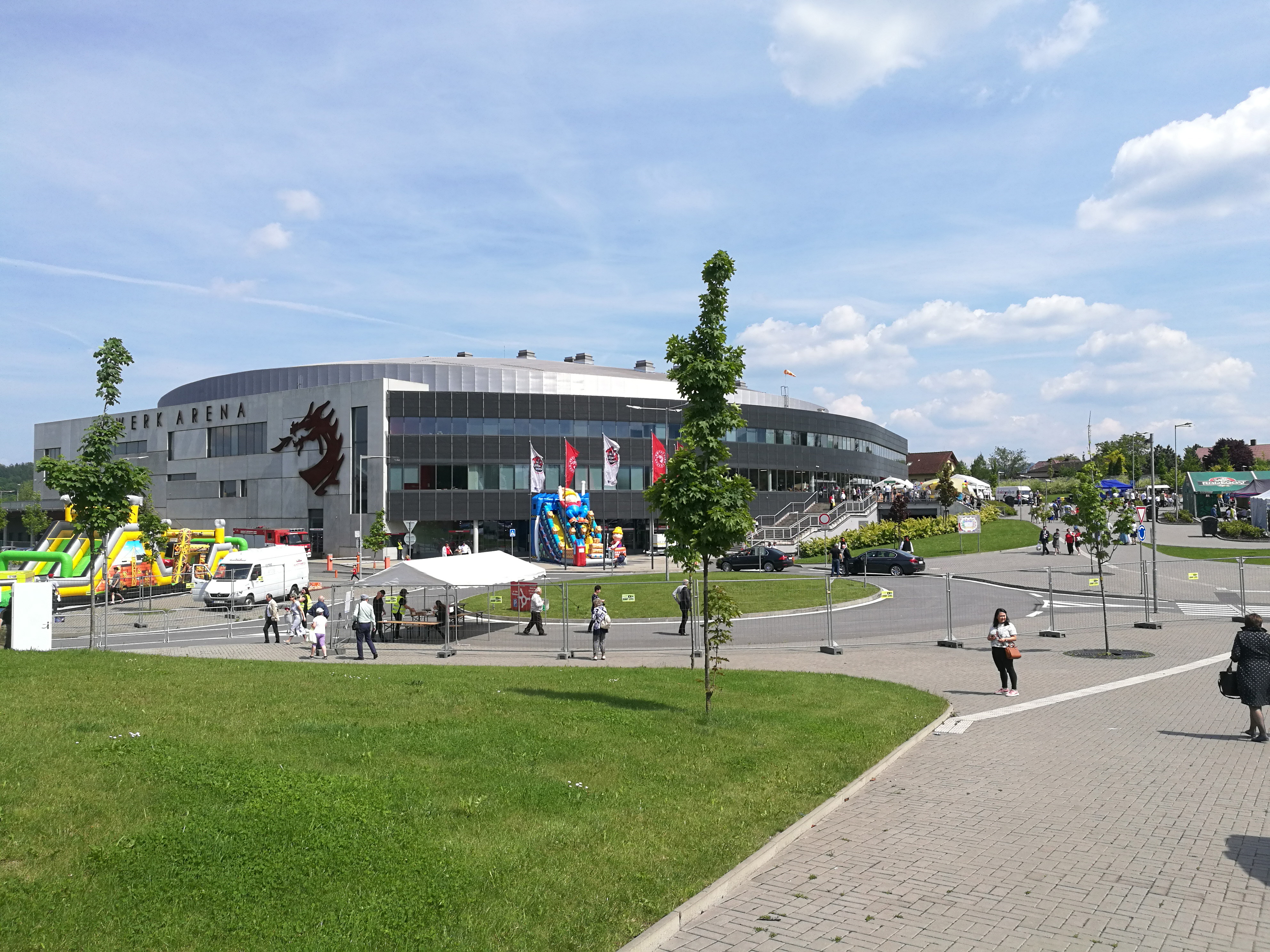
A Třineci Werk Arena
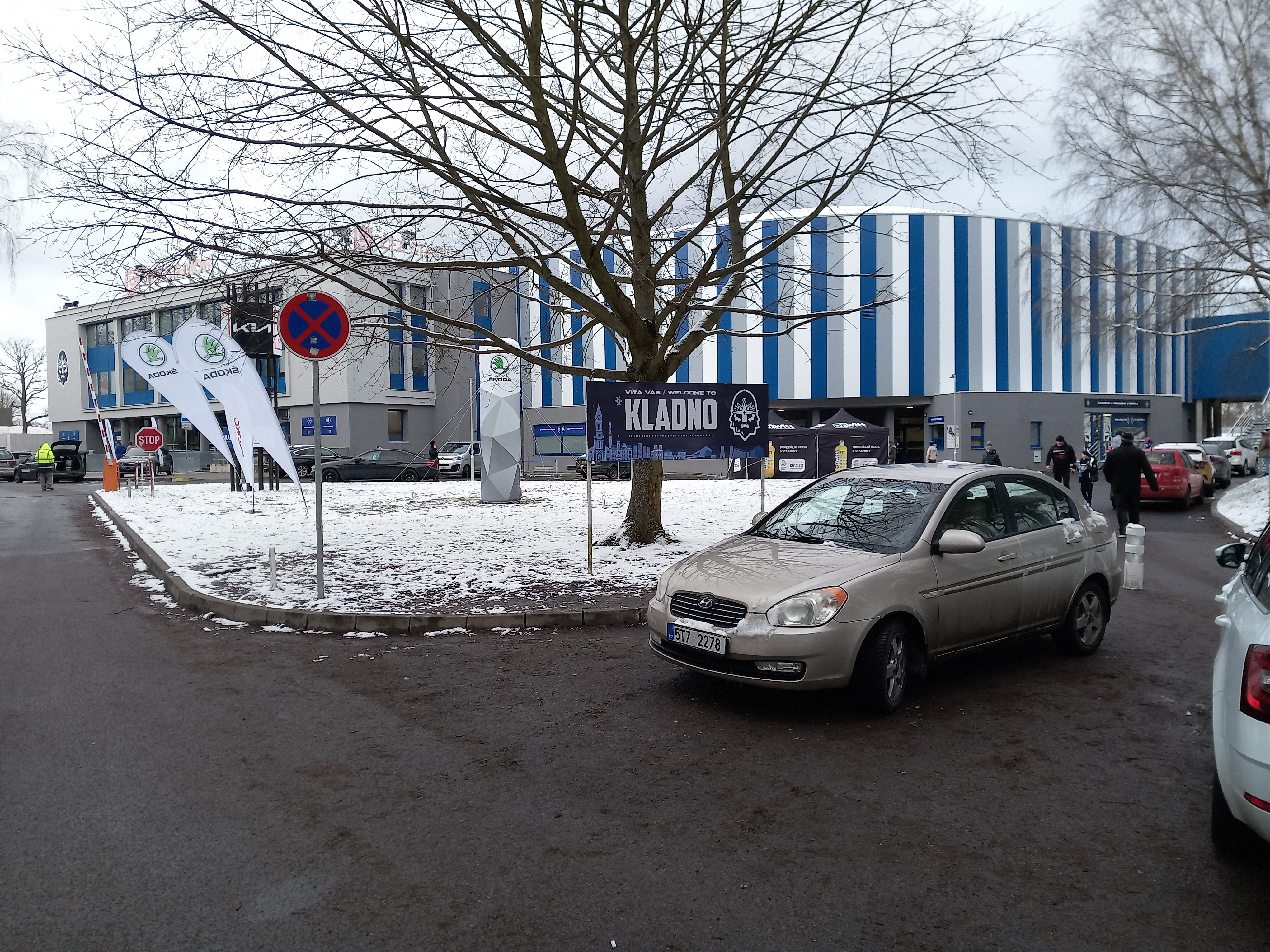
A kladnói ČEZ stadion
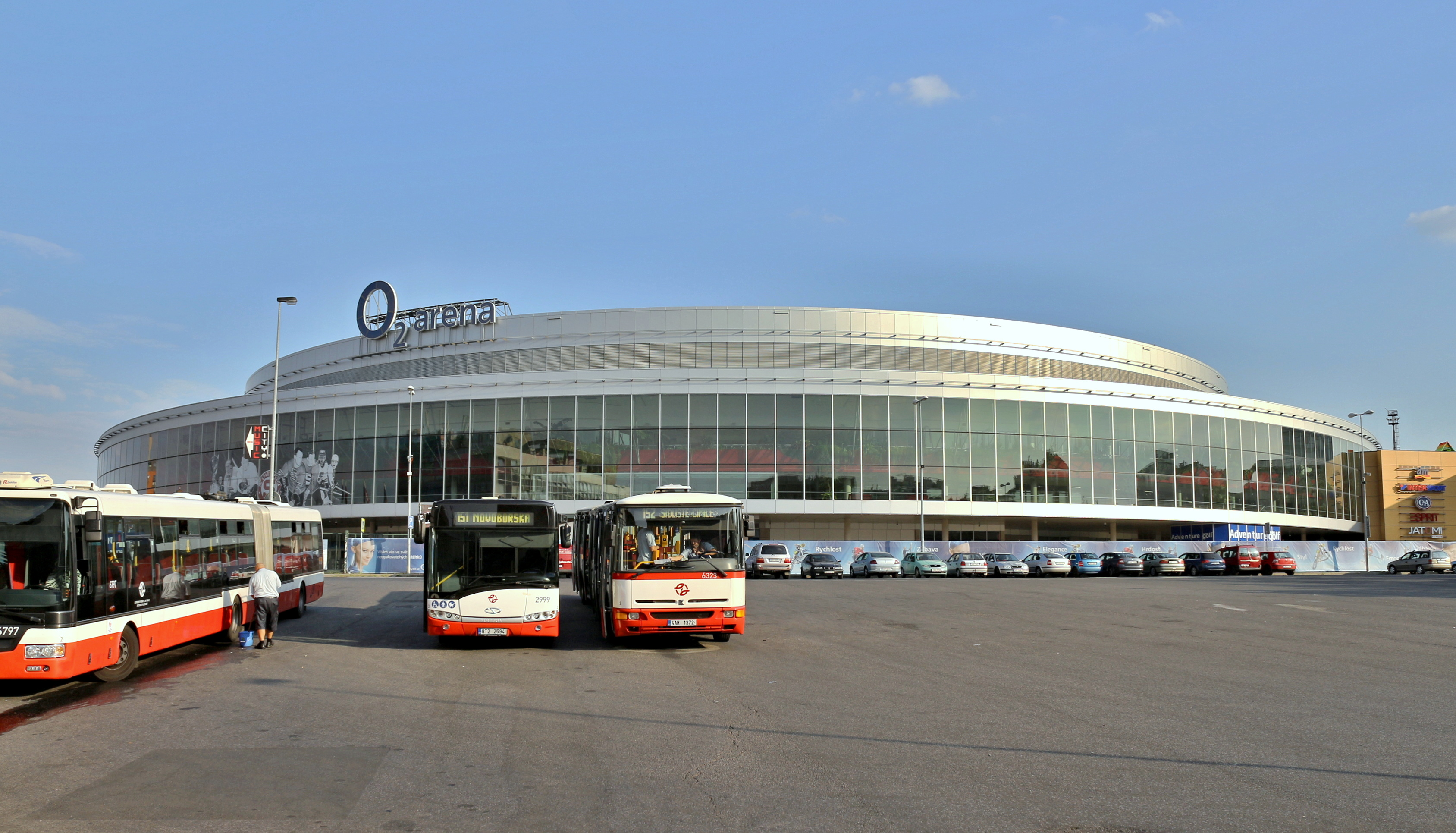
A prágai O2 Aréna
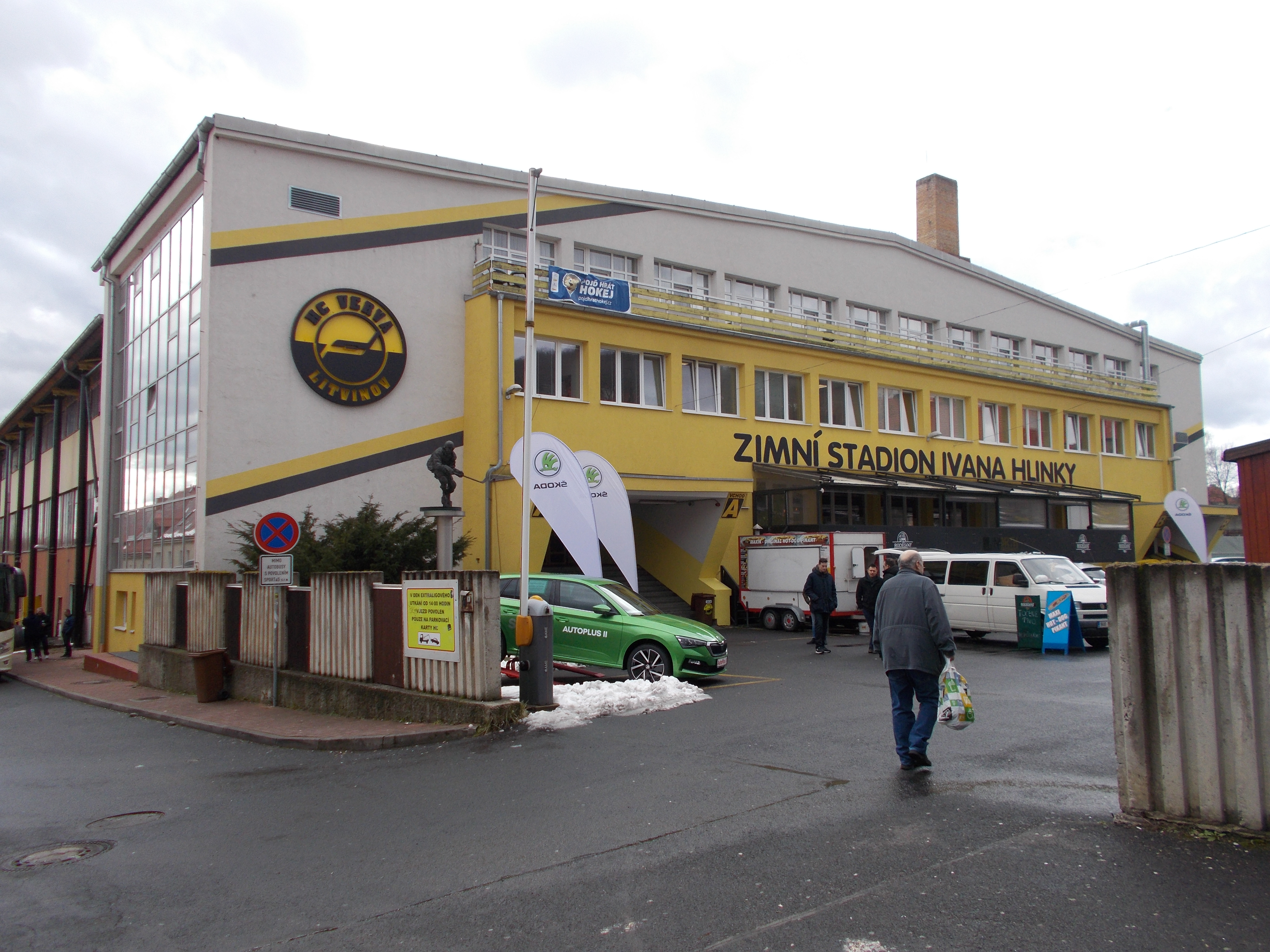
A litvínovi Ivan Hlinka jégcsarnok
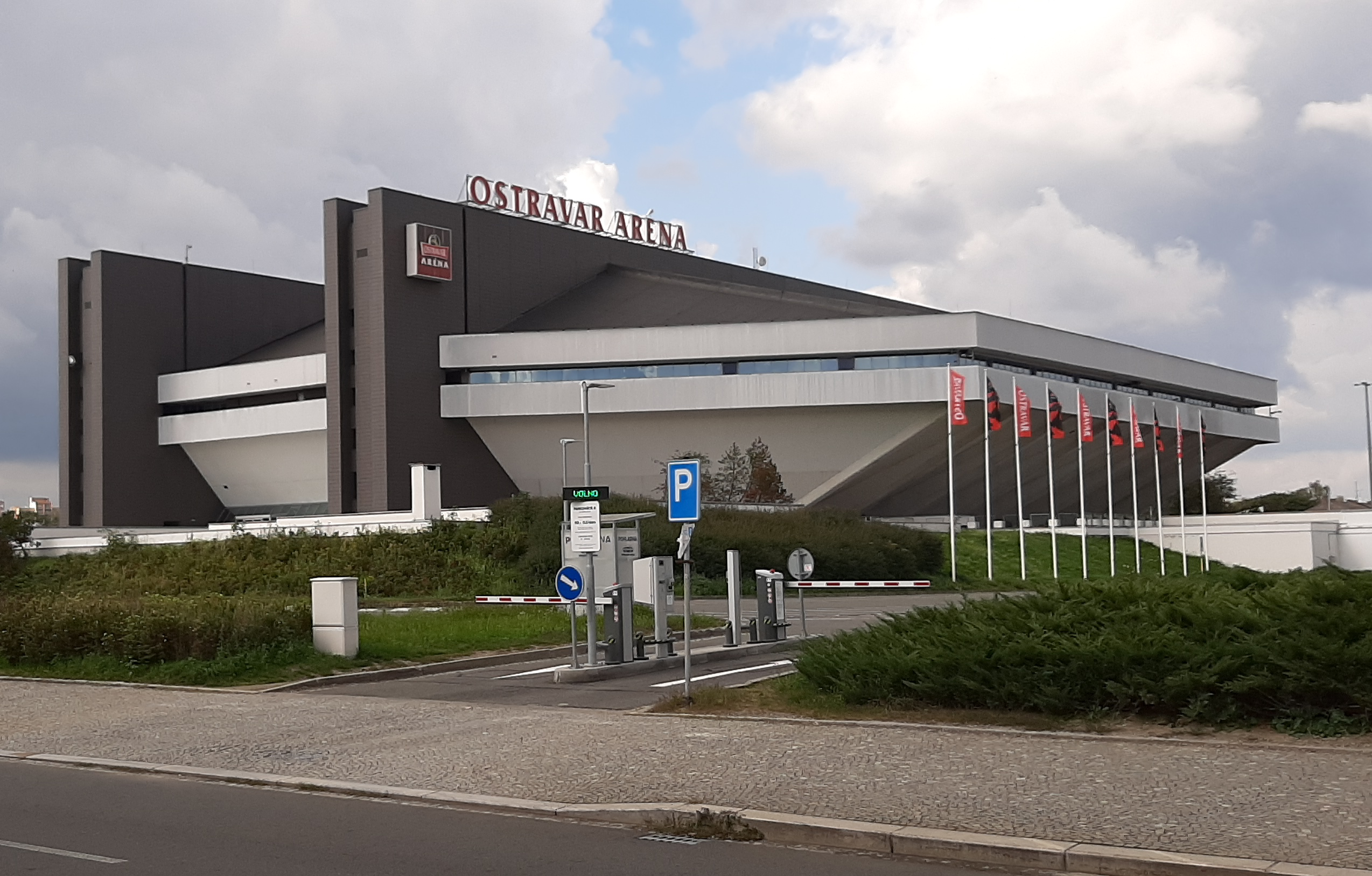
Az ostravai Ostravar Aréna

## Alapszakasz
|  | A csapat bejut a rájátszásba                                   |
|  | A csapat kvalifikációs fordulót játszik a rájátszásba jutásért |
|  | A csapat nem jut be a rájátszásba                              |
|  | A csapat osztályozókat játszik a ligában maradásért            |

| Poz. | Csapat                       | LM | Gy | GY.H. | V.H. | V  | G       | P   |
| ---- | ---------------------------- | -- | -- | ----- | ---- | -- | ------- | --- |
| 1.   | HC Sparta Praha              | 52 | 29 | 7     | 3    | 13 | 177:110 | 104 |
| 2.   | Mountfield HK                | 52 | 26 | 4     | 5    | 17 | 137:130 | 91  |
| 3.   | HC Dynamo Pardubice          | 52 | 25 | 4     | 5    | 18 | 149:126 | 88  |
| 4.   | HC Kometa Brno               | 52 | 21 | 7     | 7    | 17 | 147:139 | 84  |
| 5.   | Energie Karlovy Vary         | 52 | 20 | 7     | 8    | 17 | 142:139 | 82  |
| 6.   | Banes Motor České Budějovice | 52 | 19 | 9     | 5    | 19 | 141:148 | 80  |
| 7.   | HC Verva Litvínov            | 52 | 25 | 1     | 3    | 23 | 123:128 | 80  |
| 8.   | HC Škoda Plzeň               | 52 | 16 | 11    | 8    | 17 | 118:133 | 78  |
| 9.   | BK Mladá Boleslav            | 52 | 17 | 9     | 7    | 19 | 137:136 | 76  |
| 10.  | HC Oceláři Třinec            | 52 | 18 | 5     | 10   | 19 | 121:123 | 74  |
| 11.  | Bílí Tygři Liberec           | 52 | 17 | 6     | 8    | 21 | 141:149 | 71  |
| 12.  | HC Vítkovice Ridera          | 52 | 19 | 2     | 3    | 28 | 144:162 | 64  |
| 13.  | Rytíři Kladno                | 52 | 18 | 2     | 5    | 27 | 141:164 | 63  |
| 14.  | HC Olomouc                   | 52 | 14 | 6     | 3    | 29 | 121:152 | 57  |